# دوريان سلحفاتي
دوريان سلحفاتي (الاسم العلمي:Durio testudinarius) هو نوع من النباتات يتبع جنس الدوريان من الفصيلة الخبازية.